# Scouts unitaires de France
 (juin 2024).
Les Scouts Unitaires de France (SUF) sont un mouvement de scoutisme catholique français créé en 1971. Association loi de 1901, le mouvement est reconnu d’utilité publique par l’État français et accueille les enfants à partir de 8 ans. Son objectif est l'éducation des enfants et des jeunes pour les aider à devenir « des citoyens sains, heureux et utiles », selon la pédagogie imaginée par Baden-Powell, dont l'exemple est repris par tous les Groupes SUF.
L'Association ne fait partie ni de la Fédération du scoutisme français, ni de la Conférence française de scoutisme. En 2023, le mouvement compte environ 34 000 membres.

## Histoire

### Scission avec les Scouts de France
Les SUF naissent en 1971 d'une scission avec les Scouts de France (SDF), le mouvement de scoutisme catholique historique, fondé en 1920 par le Père Jacques Sevin. 
En effet, au début des années 1960, les Scouts de France lancent, sous l'impulsion de François Lebouteux, une grande réflexion pédagogique sur la branche Éclaireur (12-17 ans) . Cette réflexion aboutit en 1964 à la division en deux Unités de cette branche : les Rangers (de 12 à 14 ans), et les Pionniers (de 14 à 17 ans). Le refus de cette séparation des âges, ainsi que le souhait de maintenir une distinction éducative entre les Unités de filles et les Unités de garçons, entraîne l'apparition du terme de « scoutisme unitaire », qui garde l'ancienne pédagogie (une seule classe d'âge de 12 à 17 ans). 
Jusqu'au début des années 1970, les deux pédagogies sont pratiquées simultanément dans le mouvement SDF. Mais le 13 février 1971, la pédagogie réformée est imposée à l'ensemble des Groupes scouts. En réaction, une vingtaine de Groupes quittent les SDF et fondent les Scouts Unitaires de France pour continuer à la pratiquer.

### Grandes dates du mouvement
- 1971 : Création du mouvement
- 1974 : L'association est agréée par le ministère de la Jeunesse et les Sports.
- 1980 : Les SUF comptent 10 000 membres.
- 1983 : L'association est reconnue d'utilité publique.
- 1986 : L'association est agréée par le ministère de l'Environnement.
- 1998 : L'ensemble des mouvements scouts connaît une crise de confiance parmi le grand public[3] et une baisse des effectifs à la suite du drame de Perros-Guirec, au cours duquel quatre scouts-marins, membres d'un groupuscule scout non reconnu par l'État, ni d'aucune fédération de scoutisme, périssent noyés avec un homme venu à leur secours. Cet épisode aboutira à un contrôle renforcé par l'État et à l'adoption de plusieurs chartes de qualité par les différents mouvements scouts. Au terme de quatre procès, le responsable de ce camp scout fut condamné et ladite Association scoute dissoute.
- 1999 : Les SUF signent, avec la Conférence française de scoutisme, le Message aux familles[4].
- 2000 : À l'occasion du jubilé de l'an 2000, les SUF réunissent 12 000 jeunes à Lyon pour les journées nationales au parc de Lacroix-Laval[réf. nécessaire].
- 2007 : En France, les SUF participent à de nombreux rassemblements inter-mouvements[5]. À la Pentecôte, 17 300 SUF se réunissent dans les bois de Chambord pour les journées nationales[6].
- En 2017, 2300 aînés SUF, venus de toute la France, se rassemblent à Moisson (Yvelines) pour célébrer les 70 ans du jamboree de la paix[réf. nécessaire].
- En 2022, un rassemblement réunit l'ensemble des SUF (quelque 33 000 jeunes[7]) à la Pentecôte, dans le parc du château de Chambord. Le domaine national de Chambord annonce lancer une collecte de 50 000 euros pour planter autant d'arbres que de SUF pendant deux ans (plus grande plantation réalisée dans le parc depuis longtemps[8],[9][source insuffisante]). D'importants orages contraignirent le préfet du Loir-et-Cher à ordonner la mise à l'abri des plus jeunes dans le château[9].

## Organisation des SUF

### Branches
Les Scouts unitaires de France s'organisent en trois tranches d'âges :
- La branche des  "Louveteaux" et des "Jeannettes" réunit les enfants de 8 à 12 ans,
- La branche des "Éclaireurs" et des "Guides" regroupe les adolescents de 12 à 17 ans,
- La branche des "Routiers" et des "Guides-Aînées" rassemble les jeunes de 17 à 25 ans.

### Unités
- Les louveteaux sont rassemblés dans une meute divisées en plusieurs sizaines.
- Les jeannettes sont rassemblées dans une ronde divisées en plusieurs sizaines.
- Les éclaireurs sont rassemblés dans une troupe divisées en plusieurs patrouilles.
- Les guides sont rassemblées dans une compagnie divisées en plusieurs équipes.
- Les routiers sont rassemblés dans un Clan.
- Les guides-aînées sont rassemblées dans un feu.

### Groupes
Plusieurs Unités forment un Groupe.
En 2022, il y avait 228 groupes comprenant au total plus de 32 000 jeunes. Il existe aussi 7 groupes scouts marins; et aussi 3 Unités Montagnes.
Les SUF fonctionnent, depuis leur création, comme une fédération de Groupes locaux. Le mouvement est organisé selon une structure légère, avec seulement 2 niveaux : un niveau local (Groupes) directement relié au niveau national (centre national).

## Uniformes
L'uniforme des Scouts Unitaires de France diffère selon les Unités : ainsi, Jeannettes, Louveteaux, Éclaireurs, Guides, Routiers, Guides-Aînés et Chefs ou Cheftaines ont chacun leur propre uniforme. 
L'uniforme des Scouts Unitaires de France se veut avant tout pratique et utilitaire : il doit être porté avec soin et celui qui le porte doit se comporter en respectant l'engagement scout. L'uniforme est réservé au moment où les Unités sont en public, lors des sorties, lors des rassemblements, lors des occasions solennelles comme pendant les promesses. 
Le foulard est celui du Groupe pour toutes Unités, sauf pour les Guides-aînés et les Routiers qui ont un foulard commun (de couleurs rouge, liserée jaune et verte) qui représente leurs engagements particuliers. Les patrouilles libres (PL) ont quant à elles un foulard commun totalement noir.
Des insignes sont cousus sur les chemises et les pulls :
- les insignes d'appartenance (bande SUF, bande de Groupe & Unité, blason de la région, flots de patrouille ou insigne de sizaine),
- les insignes de responsabilité (barrettes pour les chefs, bandes pour les chef et seconds de patrouilles ou de sizaine),
- et/ou les insignes de progression (croix de promesse, Classes, Badges,...).

### Uniforme des Louveteaux et des Jeannettes
L'uniforme des Louveteaux est composé d'un bermuda bleu marine en velours avec un ceinturon, d'une chemise bleu ciel à manches courtes (rentrée dans le bermuda), d'un pull bleu marine, d'un béret basque bleu marine (sur lequel est cousu l'insigne de promesse, puis des étoiles en métal selon la progression), ainsi que du foulard du groupe 
L'uniforme des Jeannettes est le même que celui des Louveteaux. Cependant, le béret basque porte un insigne évolutif au fur et à mesure de la progression de la Jeannette (fleur bleue, puis blanche, puis or).

Étendard des Scouts de France, dont le drapeau SUF s'inspire directement.

### Uniforme des Éclaireurs et des Guides
L'uniforme des Éclaireurs est composé d'un bermuda beige en velours avec un ceinturon, d'une chemise beige dont les manches longues doivent être relevées en permanence, d'un pull beige, d'un chapeau quatre-bosses beige, ainsi que du foulard du groupe. Les Chefs Éclaireurs portent le même uniforme, mais avec un pantalon beige et non un bermuda.
L'uniforme des Guide est composé d’un bermuda bleu marine avec un ceinturon, d'une chemise bleu marine avec les manches retroussé en permanence, d'un pull bleu marine, d'un quatre-bosses bleu marine, ainsi que du foulard du groupe.
L'étendard des Éclaireurs et des Guides comporte une fleur de lys blanche et noire au centre d'une croix potencée rouge, elle-même au centre d'une croix blanche sur fond vert.

#### Scouts Marins
L'uniforme des éclaireurs marins est composé d'un bermuda bleu marine avec un ceinturon en toile blanche, d'une marinière portée sous une chemise bleu marine dont les manches sont retroussées, d'un pull bleu marine, ainsi que du foulard du groupe. L'uniforme est complété par un bachi à pompon bleu portant la bande "scouts marins"
L'uniforme des Guides marines est le même que celui des scouts marins, avec une bande "Guides marines" sur leur bachi.

### Uniformes des Routiers et des Guides-Aînées
L'uniforme des Routiers est composé d'un pantalon beige (ou d'un short beige pour l'été) , d'une chemise beige, d'un pull bleu marine, ainsi que du foulard commun aux Routiers SUF.
L'uniforme des Guides-Aînées est composé d’un bermuda bleu marine, d'une chemise  blanche, d'un pull bleu marine, ainsi que du foulard commun aux Guides-Aînées SUF.

## Activités nationales

### Journées Nationales
Les journées nationales (JN) rassemblent chaque année, fin avril-début mai, des aînés venus de toute la France, ainsi que les chefs de groupes, équipes et responsables nationaux. Elles sont organisées par les responsables régionaux et l'ensemble des aînés de la région qui accueille. Au cours de ce week-end se déroule l'Assemblée Générale de l'Association.

### Rassemblement National Routier
Le Rassemblement National Routier (RNR) est un événement annuel regroupant la branche des Routiers et des Chefs de Troupe des Scouts Unitaires de France. Il a lieu traditionnellement lors des vacances de la Toussaint. Pendant environ 3 jours, quelques centaines de Routiers marchent, se recueillent et célèbrent notamment la fête de la Toussaint. 
En même temps et sur un lieu proche, se déroule les Feux de Toussaint regroupant la branche des Guides-Aînées et des Cheftaines des Scouts Unitaires de France.

### Publications
L'Association possède ses publications trimestrielles internes : 
- Jungle, pour les Louveteaux,
- Forêt, pour les Jeannettes,
- Pourquoi pas ?, pour les Guides,
- Woodcraft, pour les Éclaireurs,
- Clé de Feu, pour les Guides-Aînées,
- Carnet de Route, pour les Routiers,
- Hisse et Haut, pour les Chefs et les Cheftaines,
- L'InSUFleur, pour les Cadres.

### Aumôniers
Le mouvement SUF est suivi par un aumônier national nommé par la Conférence des Évêques de France.
| Aumônier National Scouts Unitaires de France | Dates de début de mission | Dates de fin de mission |
| -------------------------------------------- | ------------------------- | ----------------------- |
| Georges Ancel                                | 1971                      | 1988                    |
| Hervé Renaudin                               | 1988                      | 1999                    |
| Jacques-Alain Maillet                        | 1999                      | 2005                    |
| Pierre Cabarat                               | 2005                      | 2011                    |
| Stanislas Lemerle                            | 2011                      | 2014                    |
| Philippe Verdin                              | 2014                      | 2019                    |
| Nicolas Burle                                | 2019                      | En cours                |

### Présidents
| Président Scouts Unitaires de France | Dates de début de mission | Dates de fin de mission |
| ------------------------------------ | ------------------------- | ----------------------- |
| Pierre de Montjamont                 | 1971                      | 1976                    |
| Bernard Mantienne                    | 1977                      | 1983                    |
| Olivier Le Gendre                    | 1983                      | 1992                    |
| Antoine Renard                       | 1992                      | 1998                    |
| Gérard Bouet                         | 1998                      | 2003                    |
| Thierry Berlizot                     | 2003                      | 2012                    |
| Benoit de Vergnette                  | 2012                      | 2021                    |
| Pierre du Couëdic                    | 2021                      | 2024                    |
| Philippe Pascal                      | 2024                      | En cours                |